# Alina Skirgiełło
Alina Urszula Skirgiełło (ur. 3 listopada 1911 w Klińcach, zm. 10 października 2007 w Warszawie) – polska uczona, biolog, pedagog, specjalistka w zakresie botaniki i mykologii, profesor związana z Uniwersytetem Warszawskim. Członek Polskiego Towarzystwa Botanicznego, Komitetu Botaniki PAN oraz Rady Naukowej Instytutu Botaniki PAN, a także Europejskiego Towarzystwa Mykologicznego. Określana nestorką polskiej mykologii. Autorka ponad 180 publikacji naukowych, redaktor i współautorka monograficznych opracowań grzybów w serii Grzyby (Mycota). Założycielka czasopisma „Acta Mycologica”.

## Życiorys
Urodziła się 3 listopada 1911 w miejscowości Klińce w guberni czernihowskiej, w rodzinie Mieczysława Skirgiełło, leśnika, i Jadwigi. Wczesne dzieciństwo spędziła w Rosji. Początkowo w Nowozybkowie, potem z całą rodziną przeniosła się do leśniczówki Posiołok Bor w guberni kostromskiej. Tam ojciec, który miał wykształcenie prawnicze i do czasu nadejścia bolszewików był naczelnikiem sądu w Grodnie, rozpoczął pracę w administracji leśnej. Miała dwoje młodszego rodzeństwa: siostrę Aldonę Zuzannę, uczestniczkę powstania warszawskiego, stewardesę pierwszego po II wojnie światowej rejsowego samolotu LOT, polonistkę, oraz brata Olgierda Henryka (1920–1944), uczestnika powstania warszawskiego, studenta medycyny. Gdy ojciec zginął, tonąc w Niemnie podczas ratowania syna, matka z dziećmi wróciła w 1921 do Polski. Rodzina tymczasowo zatrzymała się w Poznaniu, by wkrótce zamieszkać w Białowieży. 
W Białowieży uczęszczała do szkoły powszechnej, a edukację kontynuowała w Gimnazjum im. Emilii Plater w Grodnie, które ukończyła, zdając maturę w 1931. Wraz z rodziną przeprowadziła się do Warszawy. Studia biologiczne na Wydziale Matematyczno-Przyrodniczym Uniwersytetu Warszawskiego rozpoczęła w październiku tego samego roku. Podczas studiów związała się z Zakładem Systematyki i Geografii Roślin kierując swoje zainteresowanie ku grzybom. Ukończyła studia na Uniwersytecie Warszawskim, uzyskując tytuł magistra w 1937. 
Od czerwca 1937 pracowała w Zakładzie Systematyki i Geografii Roślin Uniwersytetu Warszawskiego. Początkowo była stypendystką Kasy im. Mianowskiego, potem uzyskała stypendium z Funduszu Kultury Narodowej. 1 stycznia 1939 została starszą asystentką i rozpoczęła badania fizjograficzne, przerwane przez wybuch II wojny światowej.
Po kapitulacji Warszawy w 1939 pracowała w Ogrodzie Botanicznym UW. W lutym 1942 została usunięta przez władze okupacyjne. W marcu 1942 znalazła zatrudnienie jako ogrodniczka w Wydziale Ogrodniczym Zarządu Miejskiego Warszawy, gdzie pracowała do 1 sierpnia 1944. Podczas okupacji opiekowała się księgozbiorem Zakładu Systematyki i Geografii Roślin UW, zielnikiem oraz kolekcjami Ogrodu Botanicznego, który włączono do Zieleni Miejskiej, chroniąc je przed zniszczeniem. Brała udział w tajnym nauczaniu w zakresie szkoły powszechnej i średniej oraz działaniach konspiracyjnych. Została zaprzysiężona w styczniu 1944 i przydzielona do kontrwywiadu w II Oddziale Komendy Głównej Armii Krajowej „Lombard” pod pseudonimem „Lala”. Pełniła funkcję łączniczki, w stopniu podporucznika. Po upadku powstania warszawskiego wyszła z Warszawy z ludnością cywilną i udzielała się jako sanitariuszka w przejściowym szpitalu w Piastowie.
Na uczelnię wróciła w lutym 1945, organizując porządkowanie zniszczonych terenów uniwersytetu. Od 1 kwietnia 1945 ponownie objęła stanowisko sprzed wojny – starszej asystentki w Zakładzie Systematyki i Geografii Roślin UW. Uczestniczyła w organizowaniu wznowienia zajęć ze studentami, porządkowała zbiory zielnika i biblioteki.
Badania fizjograficzne, przerwane na czas wojenny, kontynuowała w latach 1946–1948. Stopień doktora uzyskała w 1948 i została wówczas adiunktką, a następnie od 1 stycznia 1955 docentką. Równocześnie, w 1957 Władysław Szafer powierzył jej opiece Pracownię Mykologiczną powstającą w Instytucie Botaniki PAN, której kierownictwo objęła w 1958. Działania te prowadziła równocześnie z pracą na Uniwersytecie Warszawskim, na którym od 1964 była profesor nadzwyczajną, a od 1972 profesor zwyczajną. W latach 1960–1980 kierowała Zakładem Systematyki i Geografii Roślin UW. W latach 1962–1966 była prodziekanem Wydziału Biologii i Nauk o Ziemi UW. W latach 1966–1975 pełniła funkcję dziekana nowo utworzonego Wydziału Biologii. W tym czasie uczestniczyła w powstawaniu w 1969 Instytutu Botaniki, a także założeniu Stacji Geobotanicznej w Białowieży i Stacji Terenowej w Sajzach. Na prośbę odchodzącego na emeryturę Jakuba Mowszowicza opiekowała się od 1972 specjalizacją mykologiczną na Uniwersytecie Łódzkim, wspomagając powstanie Zakładu Mykologii na Wydziale Biologii i Ochrony Środowiska tego uniwersytetu. W latach 1975–1978 pełniła funkcję dyrektora Instytutu Botaniki UW. 30 września 1982 przeszła na emeryturę, pozostając aktywną przez kolejne ponad 20 lat. 
Zmarła 10 października 2007 w Warszawie, pochowana 19 października t.r. na cmentarzu Powązkowskim (kwatera 144-3-1).

## Działalność naukowa
W badania mykologiczne zaangażowała się jeszcze podczas studiów. Przedmiotem jej szczególnych zainteresowań na przestrzeni lat pracy naukowej były grzyby wielkoowocnikowe (Macromycetes). Praca dyplomowa, zaproponowana i nadzorowana przez profesora Bolesława Hryniewieckiego, dotyczyła opracowania grzybów rurkowych okolic Grodna i w 1939 wydana została w formie książki „Polskie naziemne grzyby rurkowe”. Tuż przed i po zakończeniu II wojny światowej prowadziła badania fizjograficzne z ramienia Polskiej Akademii Umiejętności, uzyskując stopień doktora za rozprawę „Rodzaj Russula w Polsce i krajach ościennych”.
Alina Skirgiełło jest autorką ponad 180 publikacji. Znajdują się wśród nich także pozycje książkowe, np. „Grzyby niższe” (1954), cenione i stosowane zarówno w dydaktyce jak i przez badaczy tematu. Książka „Rośliny zarodnikowe” (4 wydania 1960–1986) zawierająca jej opracowanie grzybów, wydana wspólnie ze Zbigniewem Podbielkowskim i Ireną Rejment-Grochowską, stała się akademickim podręcznikiem dla biologów. Prowadzona przez nią systematycznie kartoteka stanowisk grzybów w Polsce stanowiła z kolei ważne źródło informacji dla opracowań mykologicznych.
Nawiązała współpracę z Instytutem Botaniki PAN w Krakowie, w wyniku której objęła powstającą w instytucie Pracownię Mykologiczną. Rozpoczęła wówczas pracę nad nową serią wydawniczą Instytutu Grzyby, publikowaną w ramach wydawnictwa „Flora Polski i krajów ościennych” Polskiej Akademii Nauk. Ukazało się 27 tomów pod jej redakcją. Tom pierwszy „Borowikowe, Boletales” (1960) oraz ostatni „Łuskowcowate, Pluteaceae” (1999) są jej autorstwa, czterech innych była współautorką. Zawierają one klucze do oznaczania, opisy oraz dane liczbowe wszystkich gatunków z danej grupy grzybów podawanych i występujących w Polsce. Przez wiele lat należała do Rady Naukowej Instytutu Botaniki PAN. W oparciu o tę współpracę pozyskiwała fundusze z Komitetu Botaniki PAN na prowadzenie badań terenowych, co pozwalało na organizowanie wypraw badawczych mykologów z całego kraju, m.in. w Bieszczady. Efektem wypraw w Bieszczady była seria czterech publikacji pt. Mikoflora Bieszczadów Zachodnich z wykazami grzybów z różnych grup systematycznych, zebranych na tym wcześniej niebadanym obszarze (1960, 1963, 1967, 1970). 
Jej najbardziej wpływowymi publikacjami są monograficzne prace o polskich gatunkach grzybów Boletales (1960), Aphyllophorales (1967), Russula (1991), Lactarius (1998) i Pluteaceae (1999). Jako utalentowana malarka ilustrowała książki własnymi kolorowymi przedstawieniami grzybów. 
Działała w Europejskim Towarzystwie Mykologicznym oraz Polskim Towarzystwie Botanicznym (od 1937), w tym także jako członek zarządu i przewodnicząca Sekcji Mykologicznej, która powstała z jej inicjatywy. Od 1960 była polskim korespondentem w „Comittee for Maping of Macromycetes in Europe”. Aktywnie upowszechniała osiągnięcia polskiej mykologii na forum międzynarodowym. Uczestniczyła we wszystkich 14 Kongresach Europejskich Mykologów od 1956 do 1990.
Duże znaczenie dla rozwoju badań mykologicznych w Polsce miało założenie przez Alinę Skirgiełło w 1964 czasopisma Acta Mycologica, wydawanego przez Polskie Towarzystwo Botaniczne. Od publikacji pierwszego numeru w 1965 przez 36 lat (do 2001) pozostawała jego redaktorką. Z początku wychodziło raz, później dwa razy w roku.
Odnotowała w latach 50. XX wieku pierwsze z czterech znanych dzisiaj na Pomorzu stanowisk występowania podgrzybka pasożytniczego (Pseudoboletus parasiticus), znajdujące się w okolicach Krynicy Morskiej. Wspólne badania z prof. Hanną Czeczottową z Muzeum Ziemi prowadzone w kopalni węgla brunatnego w Turowie przyniosły serię pięciu publikacji (1959–1975) o szczątkach roślin naczyniowych flory trzeciorzędowej oraz o znalezionych tam grzybach workowych i podstawkowych (1961). Opisywała grzyby wielkoowocnikowe zbierane przez badaczy przyrody Spitsbergenu (1961, 1968). Z kolei współpraca z Komitetem do kartowania stanowisk grzybów wyższych w Europie zaowocowała serią sześciu prac (1965–1986), w których podała rozmieszczenie w Polsce dwustu gatunków z listy ustalonej przez Komitet. W 1985 razem z inną polską mykolożką prof. Marią Ławrynowicz, weszła w skład grupy założycielskiej Komitetu Ochrony Grzybów, który przyczynił się do stworzenia „Czerwonej listy” zagrożonych gatunków grzybów w Europie. W latach 1987–1991 brała udział w zespołowych badaniach Puszczy Białowieskiej nad udziałem roślin zarodnikowych w naturalnych zbiorowiskach leśnych, organizowanych przez prof. Janusza Bogdana Falińskiego.
Popularyzowała mykologię pisząc artykuły popularnonaukowe, w tym o grzybach jadalnych i trujących, występując w radiu i telewizji, aktywnie uczestnicząc w organizacji wystaw grzybów w Polsce oraz nawiązując współpracę z leśnikami i farmaceutami. Szczególne znaczenie upowszechniające wiedzę o grzybach ma wydany pod koniec jej życia atlas Nasze grzyby (1990), ilustrowany zdjęciami Pawła i Anny M. Słomczyńskich.
Jej autorstwo nazw taksonów standardowo oznaczane jest jako „Skirg.”. Niektóre z opublikowanych nazw to Handkea wandae Skirg. Mycologist 5(2): 94 (1991), Funalia extenuata f. dimidiata (Bourdot & Galzin) Domański, Orloś & Skirg. Flora Polska. Grzyby (Mycota). (Kraków): 255 (1967), Funalia extenuata f. resupinata (Bourdot & Galzin) Domański, Orloś & Skirg. Flora Polska. Grzyby (Mycota). (Kraków): 256 (1967), Gloeophyllum odoratum f. ptychogastriforme (Pilát) Domanski, Orlos & Skirg. Fungi, Polyporaceae 2, Mucronoporaceae 2, Revised transl. Ed. (Warsaw) 200 (1973).
Środowisko mykologiczne upamiętniło Alinę Skirgiełło w nazwach nowych taksonów grzybów: Laboulbenia skirgielloae Malazuc (1975), Skirgiellia Batko (1978), Skirgiellopsis Batko (1978) i Urocystis skirgielloae Piątek (2006).

## Członkostwo
Cieszyła się uznaniem w kraju i za granicą, należała do szeregu organizacji:
- Polskie Towarzystwo Botaniczne (od 1937), członkini zarządu, skarbnik Oddziału Warszawskiego (1949–1955)[2], skarbnik Zarządu Głównego (1955–1977)[5], założycielka i przewodnicząca Sekcji Mykologicznej[9] (1956–2007), od 1983 członkini honorowa[5],
- Członkini Zrzeszenia Producentów Grzybów, od 1984 honorowa[5],
- Komitet Ochrony Grzybów (1985)[11],
- Członkini Komitetu Botaniki Polskiej Akademii Nauk[6], od 1999 honorowa[5],
- Członkini International Mycological Association (1980)[2],
- Członkini Europejskiego Towarzystwa Mykologicznego (European Mycological Association), od 2004 honorowa[5],
- Przez wiele lat należała do Rady Naukowej Instytutu Botaniki PAN[5].

## Wybrane publikacje
Wybór publikacji:
- Alina Skirgiełło, Polskie naziemne grzyby rurkowe, „Planta Polonica”, 8 (3), 1939, s. 1–124. – praca magisterska
- Alina Skirgiełło, Rodzaj Russula w Polsce i w krajach przyległych, „Planta Polonica”, 9 (1), 1951, s. 1–130. – rozprawa doktorska
- Alina Skirgiełło, Grzyby niższe. Pragrzyby i glonowce. Przewodnik morfologiczno-systematyczny z kluczami do oznaczania, Warszawa: PWN, 1954, s. 247.
- Alina Skirgiełło, H. Czeczott, Flora kopalna Turowa koło Bogatyni II (1). Hamamelidaceae, Nymphaeaceae, Sabiaceae, Viciaceae, Nyssacae, „Prace Muzeum Ziemi”, 3, 1959, s. 93–112, 121–128.
- Alina Skirgiełło, Borowikowe (Boletales), „Flora polska. Grzyby”, t. 1, Warszawa: Inst. Bot. PAN, PWN, 1960, s. 131.
- S. Domański i inni, Mikoflora Bieszczadów Zachodnich (Wetlina 1958), „Monographiae Botanicae”, 10 (2), 1960, s. 159–237.
- A. Skirgiełło, W. Rudnicka-Jezierska, Nowe stanowiska interesujących wnętrzniaków (Gasteromycetes) w Polsce, „Monographiae Botanicae”, 15, 1963, s. 355–360.
- Zbigniew Podbielkowski, Irena Rejment-Grochowska, Alina Skirgiełło, Rośliny zarodnikowe, Warszawa: PWN, 1964, s. 960.
- S. Domański, H. Orłoś, A. Skirgiełło, Bezblaszkowe (Aphyllophorales), Żagwiowate II (Polyporaceae pileatae), Szczeciniakowate II (Mucronoporaceae pileatae), Lakownicowate (Ganodermataceae), Bodarcewowate (Bondarzewiaceae), Boletkowate (Boletopsidaceae), Ozorkowate (Fistulinaceae), „Flora polska. Grzyby”, t. 3, Warszawa: Inst. Bot. PAN, PWN, 1967, s. 398.
- Alina Skirgiełło, Materiały do poznania rozmieszczenia geograficznego grzybów wyższych w Europie. III, „Acta Mycologica”, 6 (1), 1970, s. 101–123.
- A. Skirgiełło, M. Zadara, Pleśniakowe (Mucorales), „Flora polska. Grzyby”, t. 10, Warszawa-Kraków: PWN, 1979, s. 7–271.
- Alina Skirgiełło, Polska Bibliografia Mikologiczna I–III, Warszawa: PWN, 1988. Brak numerów stron w książce
- Alina Skirgiełło, Nasze grzyby, Warszawa: Wydawnictwo Alfa, 1990, s. 256, ISBN 83-7001-341-4.
- Alina Skirgiełło, Handkea wandae Skirg. nom. nov. (Lycoperdaceae), „The Mycologist”, 5 (2), 1991, s. 94.
- A. Skirgiełło, M. Lisiewska, Mycorrhizal fungi of trees, [w:] J.B. Faliński, W. Mułenko (red.), Cryptogamous plants in the forest communities of Białowieża National Park (Project CRYPTO 3), 1996. Brak numerów stron w książce
- Alina Skirgiełło, Mleczaj (Lactarius), „Flora Polski. Grzyby (Mycota)”, t. 25, Kraków: Inst. Bot. PAN, 1998, s. 129.
- Alina Skirgiełło, Łuskowcowate (Pluteaceae), „Flora Polski. Grzyby (Mycota)”, t. 27, Kraków: Inst. Bot. PAN, 1999, s. 79.

## Ordery i odznaczenia
- Krzyż Kawalerski Orderu Odrodzenia Polski[5]
- Medal 40-lecia Polski Ludowej[5]
- Medal 10-lecia Polski Ludowej (19 stycznia 1955)[13]
- Medal Uniwersytetu Łódzkiego (1989)[5]
- Medal im. Prof. Bolesława Hryniewieckiego (1995), nadany przez PTB w dowód uznania za działania na rzecz rozwoju i upowszechniania wiedzy botanicznej[5][14]
- Medal Uniwersytetu w Bolonii (1981)[5]